# نهر سانغامون
نهر سانغامون أو (بالإنجليزية: Sangamon River)‏ هو رافد أساسي من روافد نهر إلينوي بطول 402 كم في وسط إلينوي بالولايات المتحدة، تصرف معظم مياه النهر في المناطق الزراعية ما بين بيوريا, إلينوي وسبرينج فيلد, إلينوي.
كان النهرفي الماضي مكان إقامة مجموعات مختلفة من السكان الأصليين في الولايات المتحدة قبل وصول سكان أوروبا إليها.
‌